# Montpeyroux (Hérault)
Montpeyroux é uma comuna francesa na região administrativa de Occitânia, no departamento de Hérault. Estende-se por uma área de 22,42 km². Em 2010 a comuna tinha 1 371 habitantes (densidade: 61,2 hab./km²).